# Josef Müller
Josef Müller (Würzburg, 8 maggio 1893 – 22 marzo 1984) è stato un calciatore tedesco, di ruolo difensore.

## Carriera

### Club
Durante la sua carriera ha giocato con il Phönix Ludwigshafen, con il Spielvereinigung Greuther Fürth, con il FV Würzburg 04 e con il Werder Brema.

### Nazionale
Conta dodici presenze con la Nazionale tedesca.